# Cartomagia

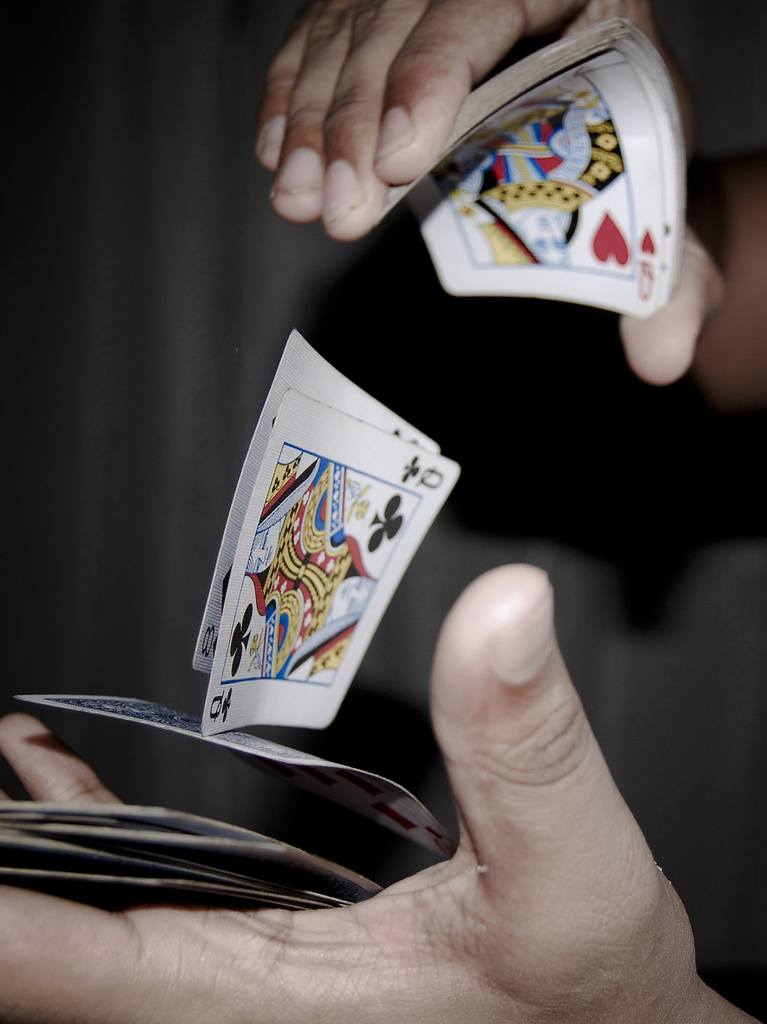
Manipolazione di carte

La cartomagia è una branca della prestigiazione. Come il nome suggerisce, la cartomagia si prefigge di realizzare effetti di illusionismo tramite l'utilizzo (come mezzo unico o principale) delle carte da gioco. Si può fare cartomagia utilizzando un intero mazzo di carte, poche carte (Packet Trick) o anche una sola carta. Si possono usare carte regolari, carte truccate o un misto di esse. Si possono infine utilizzare solamente carte da gioco o anche altri oggetti (monete, dadi, coltelli, buste) purché il soggetto principale del gioco di prestigio rimangano le carte.

## Classificazione dei Temi
Una delle possibili classificazioni dei temi cartomagici è quella pubblicata da Roberto Giobbi sul volume di luglio 2006 di Genii:
- Animazioni
- Coincidenze
- Ritrovamenti
- Magia a distanza (giochi fatti al telefono, alla radio, in TV, internet, ecc.)
- Divinazione, Mentale
- Divinazione, tramite Superpoteri
- Fioriture
- Gag
- Gatherings
- Ipnosi e allucinazioni
- Mazzo intelligente
- Magnetismo ed equilibrio
- Curiosità Mate-magiche
- Moltiplicazioni
- Penetrazioni
- Predizioni
- Produzioni
- Compitazioni
- Storie con le carte
- Superpoteri
- Magie topologiche
- Carte rotte e ricostruite
- Trasformazioni
- Trasposizioni
- Carte viaggiatrici
- Ribaltamenti
- Sparizioni

## Effetti classici
Alcuni effetti cartomagici vengono comunemente chiamati classici. I fattori che caratterizzano un classico sono:
- Ripetizione dello stesso evento (anche utilizzando metodi diversi), spesso accompagnata da una progressione.
- Semplicità e chiarezza (da non confondere con la facilità di esecuzione)[3].

Qui di seguito sono riportati alcuni esempi di effetti classici.

### Acqua e Olio
Dopo aver mescolato carte rosse e nere fra di loro, ne vengono mostrate le facce per far vedere che i colori si sono inspiegabilmente separati.

### Assemblea di Assi
I quattro assi vengono distribuiti in quattro punti diversi del tavolo. Uno alla volta, gli assi di cuori, quadri e fiori raggiungono quello di picche.

### Carta Ambiziosa
In questo effetto, una carta scelta da uno spettatore viaggia ripetutamente dal centro del mazzo fino alla cima o al fondo.

## Strumenti principali

### Mazzo di carte

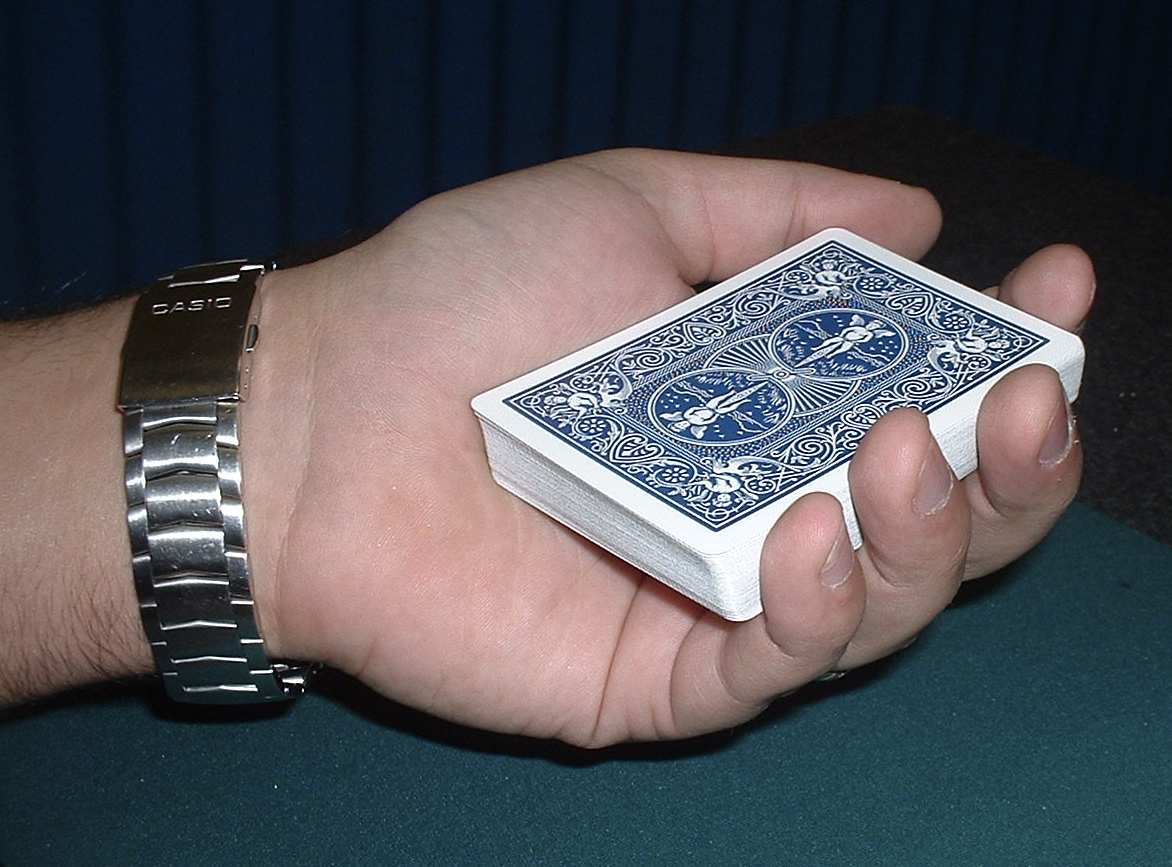
Mazzo da poker di marca Bicycle

Il più usato dai cartomaghi è il mazzo da poker, costituito da 52 carte con semi francesi più i relativi jolly, con formato 63.5mm x 88.8mm.
Le carte di questa dimensione sono più frequenti di quelle da bridge, più piccole (56mm x 88.9mm), in quanto offrono una superficie maggiore sulla quale esercitare pressione e quindi una più facile esecuzione di alcune tecniche.
Le carte devono presentare poco attrito fra di loro, sempre per una questione di facilità di esecuzione delle tecniche (oltre che estetica), e altrettanto importante è la presenza del bordo bianco sul dorso.

#### Mazzo Jumbo Index
È un mazzo che ha gli indici delle carte molto grandi e le immagini molto piccole. In questo modo il valore di una carta è visibile anche a una certa distanza. È adatto quindi ad essere utilizzato in spettacoli da sala o da scena.

#### Mazzo gigante
È un mazzo di dimensioni superiori o molto superiori a quelle standard. Serve prettamente per eseguire giochi di carte in scena o in sala in modo che le carte siano facilmente visibili anche agli spettatori al fondo della sala.

### Tappetino
Il tappetino costituisce una superficie morbida che facilita l'esecuzione di tutte quelle tecniche in cui il mazzo di carte si trova poggiato su un tavolo. Può anche servire per creare contrasto fra il mazzo di carte e lo spazio ad esso circostante.

### Pennarelli
Per aumentare l'impossibilità dell'effetto, spesso alcune carte vengono rese uniche con una firma o un disegno, sulla faccia o sul dorso. A questo è dovuto il vasto uso di pennarelli indelebili e non.

## Metodi
Il prestigiatore si avvale di diversi mezzi per il raggiungimento dei suoi scopi. Talvolta un solo "segreto" è sufficiente alla riuscita dell'effetto, altre volte due o più di questi metodi devono essere combinati fra loro.

### Principi matematici
Il mazzo di carte contiene al suo interno una serie di proprietà matematiche, che possono essere usate a vantaggio del prestigiatore. Alcuni di questi principi hanno a che vedere con i vari modi nei quali un mazzo di carte può essere mescolato, e come una certa preordinazione del mazzo possa essere mantenuta o modificata a seconda di quale miscuglio si sceglie di eseguire.

### Tecnica e maneggio
Molti degli effetti cartomagici possono essere realizzati tramite tecnica e abilità nel maneggiare il mazzo di carte. Gran parte delle tecniche utilizzate oggi sono frutto dell'invenzione dei bari, che le usavano nei casinò con lo scopo di ribaltare le sorti di una partita. È invece molto più raro che una tecnica venga inventata da un prestigiatore e che venga poi trasmessa al mondo del gioco d'azzardo.
Oltre alle varie posizioni di base, che mantengono la mano in posa naturale comunicando onestà e rilassatezza, alcune delle tecniche più utilizzate sono:
- La forzatura, ovvero l'abilità di portare uno spettatore a prendere una decisione pur lasciandogli l'impressione che abbia avuto la libertà di scegliere
- L'impalmaggio, o l'occultamento di una carta (o di un altro oggetto) nel palmo o in altre parti della mano
- Il salto, o lo scambio segreto di due mazzetti
- Vari tipi di false distribuzioni, che danno l'illusione di una normale distribuzione della prima carta del mazzo quando in realtà la carta viene distribuita dalla seconda posizione (servizio di vantaggio), dal fondo (servizio dal fondo) o da una qualunque altra parte del mazzo (servizio dal centro)[10]

### Carte e mazzi speciali

#### Carte bianche
Possono essere bianche con dorso regolare o bianche da entrambi i lati. Sono state concepite per rimpiazzare le carte che andavano perse (scrivendo il valore sulla faccia della carta) ma oggi i prestigiatori le utilizzano per gli scopi più vari.

#### Carte a doppio dorso o doppia faccia
È una carta che ha stampato da entrambi i lati un dorso o una faccia. I due dorsi possono essere dello stesso colore e motivo o di colore o motivo diversi. Lo stesso vale per le facce: possono essere uguali o diverse.

#### Carte a layout speciale
È una carta che non ha un disegno solito (es donna di picche). Può avere un disegno totalmente estraneo (ad esempio una scritta, come "Sapevo che mi avresti preso!") o un disegno fatto per essere utilizzato in modo particolare dal prestigiatore. Ad esempio una donna che ha un indice di picche ed un indice di fiori. Il prestigiatore prendendo la carta può coprire col dito uno dei due indici mostrando questa carta a sua discrezione come la donna di picche o di fiori.

#### Carte Gaffe
Sono carte diverse dal solito ma che, a differenza delle carte truccate, vanno mostrate così come sono, solitamente per strappare una risata. Ad esempio sono famosi il tre e mezzo di fiori o il quattordici di picche. Uno dei tanti giochi possibili consiste nel far scegliere il sette di fiori e dichiarare di voler trovare non la carta scelta ma la carta corrispondente alla metà del suo valore. Si richiede che carta fosse stata scelta e ci si mostra imbarazzati sentendo che si tratta del sette di fiori. Si rivela infine il tre e mezzo di fiori.

#### Mazzo con carte tutte uguali
Il mazzo contiene carte con facce tutte uguali fra loro. Lo scopo principale è quello di rendere triviale la forzatura di una carta, ma può avere anche altri scopi.

#### Mazzo Svengali
Si tratta di uno speciale mazzo costituito da metà carte diverse e metà carte uguali fra loro, le ultime delle quali sono più corte delle altre di circa 1mm. Si trova spesso nei kit di magia per principianti e permette l'esecuzione di effetti altrimenti impossibili o molto difficili nel caso si disponesse solo di un mazzo normale.

#### Mazzo Conico
Meglio conosciuto con il nome inglese di Stripper Deck, in questo mazzo le carte hanno una forma lievemente trapezoidale, in modo che una carta ruotata di 180 gradi sia distinguibile al tatto rispetto alle altre, ma risulti alla vista perfettamente identica alle altre. Un esempio di utilizzo di questo mazzo è nell'esecuzione della Rising Card.